# Mazzanti (famiglia)

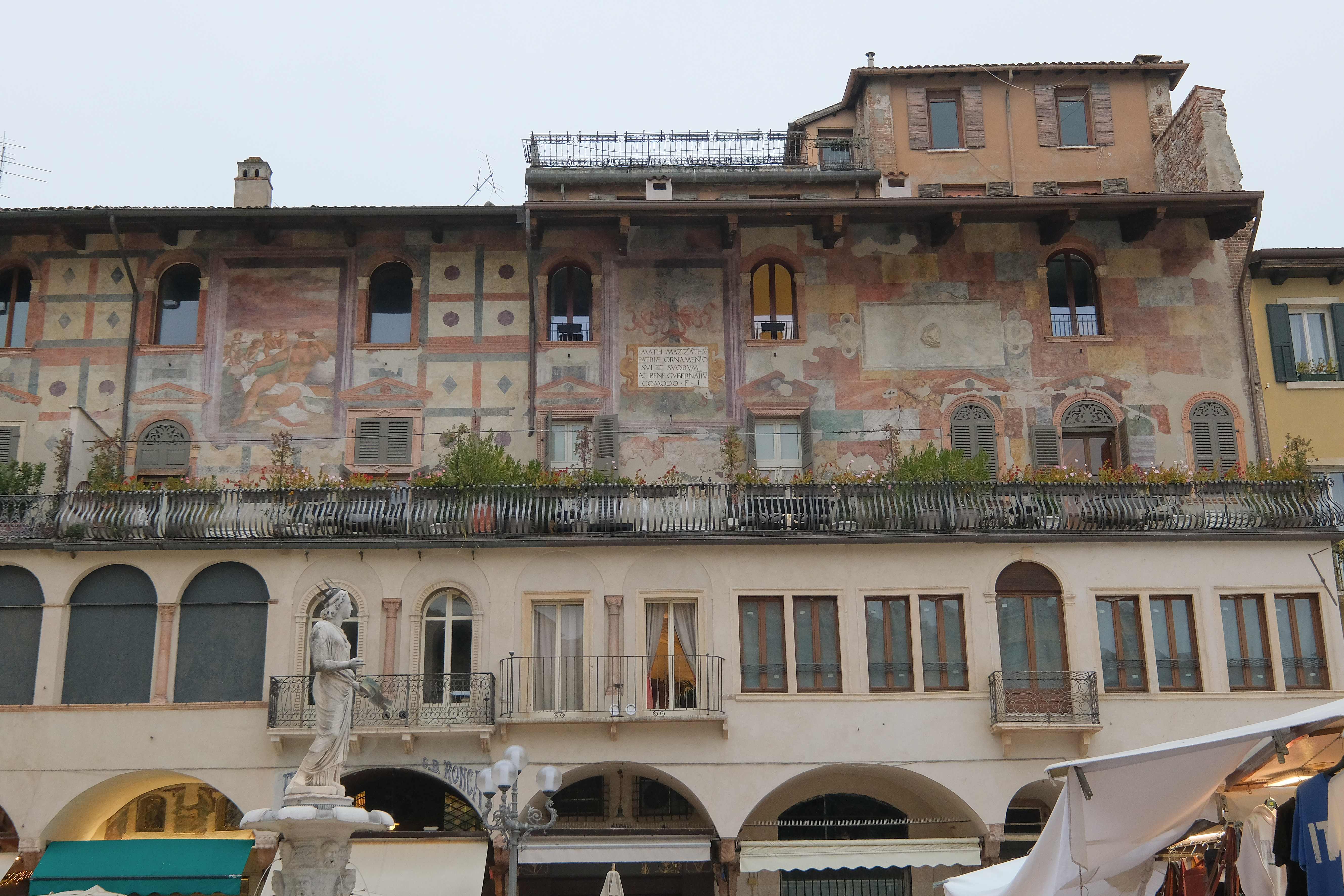
Verona, Case Mazzanti

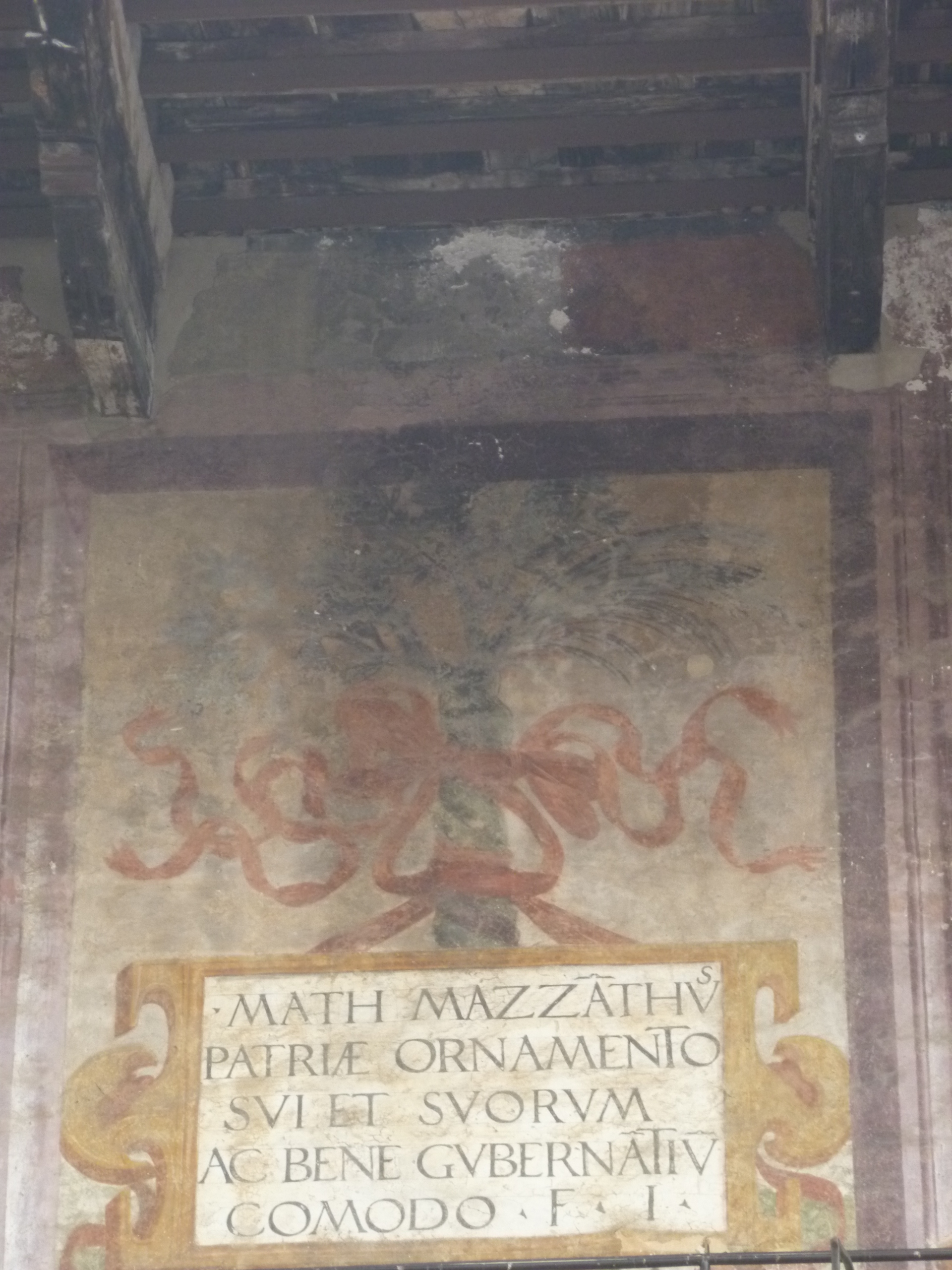
Iscrizione riguardante Matteo Mazzanti sulla facciata delle Case Mazzanti a Verona.

I Mazzanti furono una nobile famiglia di Verona.
Originaria di Ferrara, emerse a Verona tra il XV e il XVI secolo dove acquisì notevoli ricchezze.
Possedette nel centro storico della città, nella Piazza delle Erbe, lo storico palazzo chiamato Case Mazzanti, appartenuto in origine alla casata dei Della Scala. La famiglia, tra il 1532-1537, incaricò il pittore Alberto Cavalli, allievo di Giulio Romano, di dipingere le facciate dell’edificio.

## Esponenti illustri
- Matteo Mazzanti (XV secolo), mercante[3]
- Francesco Mazzanti (XV secolo), canonico e arciprete del Duomo di Verona
- Agostino Mazzanti (XVI secolo), capitano
- Agostino Mazzanti (XVI secolo), giurista
- Girolamo Mazzanti (XVI secolo), canonico
- Pierfrancesco Mazzanti (XVI secolo), canonico
- Lodovico Mazzanti (XVI secolo), canonico
- Giorgio Mazzanti (?-1638), protonotario apostolico

## Arma
D’azzurro, al leone d’oro, armato e lampassato di rosso, sormontato da un lambello di quattro pendenti del secondo.